# Kushumhäst
Kushumhästen är en hästras från Kazakstan som utvecklats genom att korsa olika ryska och asiatiska hästar med engelska fullblod. Kushumhästarna är uthålliga och starka och utgör en stor del i mjölkproduktionen för de lokala stammarna i landet då stona mjölkas dagligen. 

## Historia
Utvecklingen av Kushumhästarna började 1931 på stuterierna Pytimarsk och Furman i uralområdet. Målet var att utveckla en häst som var lämplig som kavallerihäst. Basen var den inhemska Kazakponnyn som man korsade med bland annat ryska hästraser som Donhäst, Budjonni och ryska travare. Även importerade engelska fullblod korsades in för att ge en snabbare och mer atletisk häst. Man ville även ha härdiga hästar som kunde avlas utomhus året runt. För att behålla Kazakponnyns influenser, som härdiga ponnyer som klarade av ett liv utomhus korsade man in de ryska hästraserna. 
1976 blev rasen godkänd som egen ras och många av de lokala stammarna tog över uppfödningen av hästarna i landet även om stuterien fortfarande är de största uppfödarna av rasen. Tre olika typer utvecklades även för olika ändamål. Hästarna används även till mjölkproduktion och ibland även till kött för stammarna.

## Egenskaper
Kushumhästen finns i tre olika typer som avlats fram för olika ändamål. En vanlig typ som är lämplig som allroundhäst och medelstor. Den lättare ridtypen som är mer lämplig för lättare körning och ridning och den tunga muskulösa typen som är lämplig till tyngre körning och jordbruk. Arvet från de ryska travarna och de engelska fullbloden märks tydligt i förbättrade gångarter. 
Kushumhästarna har stora, men ädla huvuden på en kraftig hals. Bröstkorgen är outvecklad vilket ger ponnyn en rund mage. Men hästarna är lättanpassliga till olika klimat och miljöer och aveln utomhus har gett sunda och härdiga hästar med hög fertilitet. Ca 95 % av alla fölen överlever till 1 års ålder och det föds ca 84 föl på 100 ston. Stona används även till mjölkproduktion då ett sto kan ge upp till 13-14 liter mjölk per dag. 